# Rhododendron yelliottii
Rhododendron yelliottii är en ljungväxtart som beskrevs av Otto Warburg. Rhododendron yelliottii ingår i släktet rododendron, och familjen ljungväxter. Inga underarter finns listade i Catalogue of Life.